# Splachnobryum novae-guineae
Splachnobryum novae-guineae là một loài rêu trong họ Splachnobryaceae. Loài này được Broth. mô tả khoa học đầu tiên năm 1893.